# Crocidura longipes
Crocidura longipes là một loài động vật có vú trong họ Chuột chù, bộ Soricomorpha. Loài này được Hutterer & Happold mô tả năm 1983.